# Ramkisoen Dewdat Oedayrajsing Varma
Ramkisoen Dewdat Oedayrajsing Varma (Nieuw-Nickerie, maart 1907) was in de jaren 50 lid van het Surinaamse parlement.

## Biografie
Hij volgde een opleiding tot onderwijzer maar maakte die niet af. Hij werd een priester van de Arya Samaj en handelaar. In 1950 werd hij officieel tolk in de Hindostaanse talen en verder was hij voorzitter van het waterschap Drimmelenpolder. Oedayrajsing Varma werd bij de verkiezingen in 1951 in het district Nickerie verkozen tot lid van de Staten van Suriname. Bij de verkiezingen in 1955 werd hij herkozen. Hoewel de VHP in de oppositie zat steunde Oedayrajsing Varma in april 1958 samen met VHP'er Soekdew Mungra een motie van vertrouwen in de regering-Ferrier die daardoor nog even kon aanblijven. Bij vervroegde verkiezingen enkele maanden later werden beide VHP'ers niet herkozen.